# 约瑟夫·贝希
约瑟夫·贝希（法語：Joseph Bech；1892年10月28日—1975年3月8日），卢森堡政治家，两次任首相，第一次11年，从1926年7月16日至1937年11月5日，第二次4年，从1953年12月29日至1958年3月29日。
贝希在弗赖堡与巴黎攻读法律，1914年获律师资格。同年6月30日他当选为新成立的权利党众议院议员，1921年4月15日贝希进入埃米尔·罗伊特的内阁，被任命内政部和教育部总干事(Director-General)。1925年皮埃尔·普吕姆组成的政府，权利党被挤出政府。普吕姆联盟政府崩溃，1926年贝希成为首相，任到1937年。
贝希是歐盟之父之一。
| 前任： 皮埃尔·普吕姆 | 卢森堡首相 1926年─1937年       | 繼任： 皮埃尔·迪蓬   |
| 前任： 皮埃尔·普吕姆 | 外交大臣 1926年─1959年         | 繼任： 欧仁·绍斯     |
| 前任： 皮埃尔·迪蓬   | 国防大臣 1951年─1953年         | 繼任： 皮埃尔·维尔纳 |
| 前任： 皮埃尔·迪蓬   | 卢森堡首相 1953年─1958年       | 繼任： 皮埃尔·弗里登 |
| 前任： 埃米尔·罗伊特 | 卢森堡众议院议长 1959年─1964年 | 繼任： 维克多·博德松 |